# ラッカナ相応
「ラッカナ相応」（ラッカナそうおう、巴: Lakkhaṇa-saṃyutta, ラッカナ・サンユッタ）とは、パーリ仏典経蔵相応部に収録されている第19相応。漢訳で「勒叉那相応」（ろくしゃなそうおう）とも。

## 構成
2品21経から成る。
1. Paṭhama-vagga --- 全10経
2. Dutiya-vagga --- 全11経

## 日本語訳
- 『南伝大蔵経・経蔵・相応部経典2』（第13巻） 大蔵出版
- 『パーリ仏典 相応部(サンユッタニカーヤ) 因縁篇II』 片山一良訳 大蔵出版
- 『原始仏典II 相応部経典2』 中村元監修 春秋社